# Бернхард II (Баден)
Бернхард II (на немски: Bernhard II von Baden, * 1428/1429, Баден-Баден, † 15 юли 1458, Монкалиери при Торино/Италия) от род Церинги, е управляващ маркграф на Маркграфство Баден от 1453 до 1458 г. заедно с брат си Карл I и от 1769 г. блажен на римско-католическата църква.

## Биография
Той е вторият син на маркграф Якоб I фон Баден (1407 – 1453) и съпругата му Катарина от Лотарингия (1407 – 1439), дъщеря на херцог Карл II от Горна Лотарингия (1364 – 1431) от фамилията Дом Шатеноа.
Бернхард II е по-малък брат на Карл I (1427 – 1475) и по-голям брат на епископа на Мец Георг (1433 – 1484), на архиепископа на Трир Йохан II (1430 – 1503) и на епископа на Лиеж Маркус (1434 – 1478).
Бернхард II е възпитаван загрижено и подготвян за маркграф в северната част на маркграфството. Брат му Карл се жени през 1447 г. за Катарина Австрийска (1420 – 1493), сестрата на император Фридрих III Хабсбургски.
Бернхард II помага смело първо на своя чичо Ренé I Анжуйски във военните конфликти в Горна Италия. След смъртта на баща му през 1453 г. той се връща обратно в Баден, където се отказва от своето управление. След това, въпреки младостта му, той става личен дипломат на Фридрих III.
Бернхард II помага на нуждаещите се като им дава голяма част от доходите си. След Завладяването на Константинопол от турците през 1453 година хабсбургската императорска къща планува кръстоносен поход против експандирващата Османска империя. Бернхард II е изпратен в европейските княжески домове, за да вербува за този проект. Той умира от чума по време на пътуването му на 15 юли 1458 г. в Монкалиери в Горна Италия. Бернардо е много почитан от хората в този регион.
Неговият гроб в колегиалната манастирска църква Св. Мария в Монкалиери става скоро място за поклонение на вярващите християни. Понеже на гроба му се случват много чудни лечения, Бернхард II е признат през 1769 г. за блажен. Той става закрилник светия за католическото Маркграфство Баден-Баден и се празнува за пръв път на 24 юли 1770 г. Архиепиствотто Фрайбург го почита и днес като патрон-закрилник. Там се случило също едно чудо.  Неговият почетен ден е 15 юли.
От 17 юни 2011 г. се дискутира неговото обявяване за Светия.